# Яськівська сільська рада
Я́ськівська сільська́ ра́да — орган місцевого самоврядування Яськівської сільської громади в Одеському районі Одеської області.

## Склад ради
На 01.02.1945 в селі Яськи налічувалось дві сільради: Яськи-Українська перейменована на Яськівську Першу, Яськи-Молдавська перейменована на Яськівську Другу сільраду.
Станом на жовтень 2016 року утворена Яськівська сільська громада.
Рада складається з 28 депутатів та голови.
- Голова ради: Гритенко Анатолій Анатолійович
- Секретар ради: Круглянко Ганна Олександрівна

### Керівний склад попередніх скликань
| Прізвище, ім'я, по батькові    | Основні відомості                                                                      | Дата обрання | Дата звільнення |
| ------------------------------ | -------------------------------------------------------------------------------------- | ------------ | --------------- |
| Гритенко Анатолій Анатолійович | Сільський голова, 1956 року народження, освіта вища, член Комуністичної партії України | 26.03.2006   | 31.10.2010      |
| Гритенко Анатолій Анатолійович | Сільський голова, 1956 року народження, освіта вища, член Комуністичної партії України | 31.10.2010   |                 |

Примітка: таблиця складена за даними сайту Верховної Ради України

### Депутати
За результатами місцевих виборів 2010 року депутатами ради стали:

#### За суб'єктами висування
| Суб'єкт висування                     | Кількість обраних депутатів | %    |
| ------------------------------------- | --------------------------- | ---- |
| Партія регіонів                       | 15                          | 53,6 |
| Самовисування                         | 9                           | 32,1 |
| Народна партія                        | 3                           | 10,7 |
| Політична партія Народний Рух України | 1                           | 3,6  |

#### За округами
| № округу                              | Прізвище, ім'я, по батькові          | Дата визнання обраним | Освіта             | Партійна приналежність            | Відомості про обраного депутата                                 |
| ------------------------------------- | ------------------------------------ | --------------------- | ------------------ | --------------------------------- | --------------------------------------------------------------- |
| Народна Партія                        |                                      |                       |                    |                                   |                                                                 |
| 7                                     | Лоза Олена Вікторівна                | 05.11.2010            | вища               | член Партії регіонів              | Яськівський історико-краєзнавчий музей, директор                |
| 12                                    | Цибуля Валерій Олександрович         | 05.11.2010            | середня            | позапартійний                     | ТОВ агрофірма"Дружба народів", механізатор                      |
| 28                                    | Тарасенко Іван Петрович              | 05.11.2010            | середня            | член Партії регіонів              | Яськівська сільська рада, спортінструктор                       |
| Партія регіонів                       |                                      |                       |                    |                                   |                                                                 |
| 2                                     | Болсуновський Микола Іванович        | 05.11.2010            | середня спеціальна | член Партії регіонів              | ТОВ агрофірма"Дружба народів", керуючий відділком               |
| 4                                     | Мойса Олександр Євгенійович          | 05.11.2010            | середня            | член Партії регіонів              | тимчасово не працює                                             |
| 6                                     | Витенчук Лідія Андріївна             | 05.11.2010            | вища               | член Партії регіонів              | Яськівський дошкільний навчальний заклад «Калинка», завідувачка |
| 8                                     | Бедрега Микола Іванович              | 05.11.2010            | середня            | член Партії регіонів              | тимчасово не працює                                             |
| 9                                     | Лоза Олександр Володимирович         | 05.11.2010            | середня            | позапартійний                     | пенсіонер                                                       |
| 10                                    | Клименко Іван Іванович               | 05.11.2010            | середня            | член Народної партії              | ТОВ агрофірма"Дружба народів", начальник кар'єра                |
| 13                                    | Чеброва Василиса Петрівна            | 05.11.2010            | середня            | позапартійна                      | тимчасово не працює                                             |
| 17                                    | Цапко Сергій Іванович                | 05.11.2010            | середня            | член Партії регіонів              | тимчасово не працює                                             |
| 18                                    | Кульчиковський Олександр Миколайович | 05.11.2010            | середня            | член Партії регіонів              | тимчасово не працює                                             |
| 19                                    | Каражей Микола Миколайович           | 05.11.2010            | середня            | позапартійний                     | тимчасово не працює                                             |
| 20                                    | Круглянко Ганна Олександрівна        | 05.11.2010            | вища               | позапартійна                      | Яськівська сільська рада, спеціаліст по соціальним питанням     |
| 23                                    | Кириченко Олександр Анатолійович     | 05.11.2010            | вища               | член Партії регіонів              | Нижньодністровський заповідник, майстер                         |
| 24                                    | Харченко Олег Михайлович             | 05.11.2010            | вища               | позапартійний                     | Яськівська загальноосвітня школа № 1, вчитель                   |
| 25                                    | Дочев Олексій Григорович             | 05.11.2010            | вища               | член Партії регіонів              | тимчасово не працює                                             |
| 27                                    | Кутафін В'ячеслав Анатолійович       | 05.11.2010            | вища               | позапартійний                     | Одеський промтоварний ринок, контролер                          |
| Політична партія Народний Рух України |                                      |                       |                    |                                   |                                                                 |
| 1                                     | Григор'єва Марина Анатоліївна        | 05.11.2010            | вища               | член Народного Руху України       | Яськівська загальноосвітня школа № 2, вчитель                   |
| Самовисування                         |                                      |                       |                    |                                   |                                                                 |
| 3                                     | Мартиненко Галина Петрівна           | 05.11.2010            | вища               | позапартійна                      | Яськівська загальноосвітня школа № 2, вчитель                   |
| 5                                     | Йовва Михайло Михайлович             | 05.11.2010            | середня спеціальна | член Народної партії              | ТОВ агрофірма"Дружба народів", керуючий відділком               |
| 11                                    | Харченко Григорій Іванович           | 05.11.2010            | середня            | член Партії регіонів              | ТОВ агрофірма"Дружба народів", водій                            |
| 14                                    | Бузаджи Степан Олександрович         | 05.11.2010            | вища               | член Української Народної Партії  | Яськівська загальноосвітня школа № 1, директор                  |
| 15                                    | Димченко Надія Іванівна              | 05.11.2010            | вища               | позапартійна                      | тимчасово не працює                                             |
| 16                                    | Голуб Віктор Васильович              | 05.11.2010            | вища               | позапартійний                     | тимчасово не працює                                             |
| 21                                    | Буяновська Людмила Анатоліївна       | 05.11.2010            | середня            | член Партії регіонів              | амбулаторія, медсестра                                          |
| 22                                    | Захаров Юрій Іванович                | 05.11.2010            | середня спеціальна | член Комуністичної партії України | тимчасово не працює                                             |
| 26                                    | Кваснікова Ніна Андріївна            | 05.11.2010            | вища               | член Народної партії              | ТОВ агрофірма"Дружба народів", заступник головного бухгалтера   |